# Egbert Lewe van Middelstum

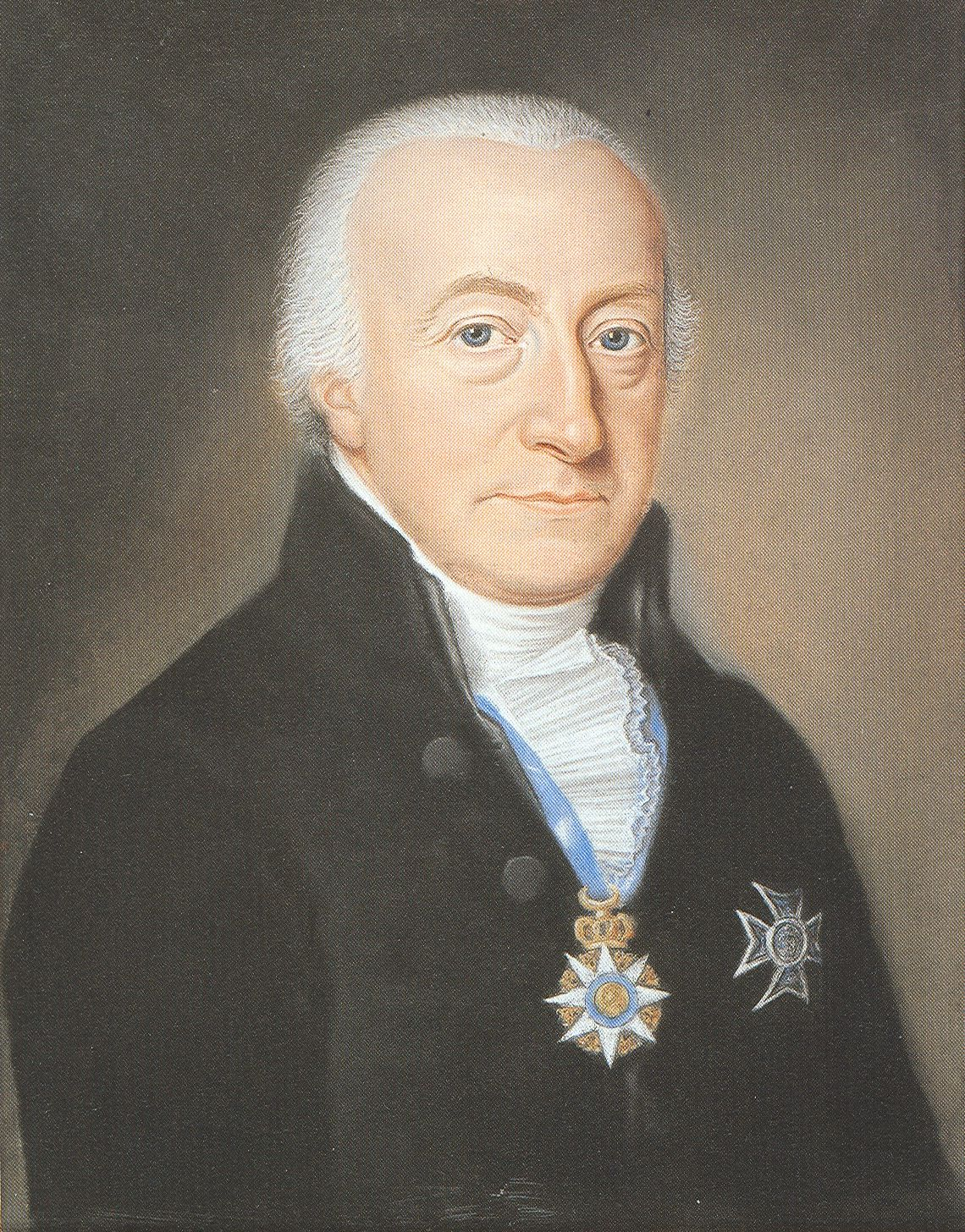
Egbert Lewe van Middelstum als Commandeur in de Orde van de Unie, gouache toegeschreven aan Wessel Lubbers

Egbert Lewe van Middelstum (Middelstum, gedoopt 5 mei 1743 - Groningen, 8 maart 1822) was een Nederlands politicus.

## Leven en werk
De in het Groningse Middelstum geboren Lewe, zoon van Edzard Jacob Lewe van Middelstum, heer van Westerwijtwerd, en Alagonda Maria Rengers van Farmsum, studeerde rechten en maakte vooral carrière in het Koninkrijk Holland van 1806 tot 1810 en het Eerste Franse Keizerrijk, waarvan Nederland door inlijving deel uitmaakte van 1810 tot 1813.
Op 1 augustus 1805 werd hij curator van de Universiteit van Groningen en op 16 juli 1805 staatsraad in bijzonder dienst bij de sectie koophandel en koloniën. In 1807 werd hij lid en vervolgens assessor van het departementale bestuur van Groningen en maire (burgemeester) van Middelstum van 1810 tot 1813. Ook was hij lid van de raad van de prefectuur in het departement van de Wester-Eems en van 1813 tot 1814 commissaris-generaal van het departement. Hij was lid van de ridderschap van Groningen en lid van zowel Provinciale Staten als van Gedeputeerde Staten van Groningen.
Koning Lodewijk Napoleon Bonaparte van Holland benoemde Lewe op 16 februari 1807 als enige Groninger tot commandeur in de Orde van de Unie. Tijdens de Franse overheersing ruilde hij dat kruis in voor het commandeurskruis van de Franse Orde van de Reünie. Ook was hij ridder in de Orde van de Nederlandse Leeuw.
Lewe trouwde op 27 mei 1781 te Groningen met Christina Elizabeth Wolthers, weduwe van Edzard Reint Alberda.